# 梅賽德斯-平治GLC系列
梅賽德斯-平治GLC系列是平治旗下的紧凑型豪華跨界休旅車，於2015年面世，2016年的型號用以代替同廠GLK系列。

## 生產年份及銷售量
| 年份 | 生產 | 銷售量（美國） |
| ---- | ---- | -------------- |
| 2015 |      | 4,569          |
| 2016 |      | 47,872         |
| 2017 |      | 48,643         |
| 2018 |      | 69,727         |